# کرکوله
کَرْکولَه (به فنلاندی: Kärkölä) یک منطقهٔ مسکونی در فنلاند است که در پی‌ینه تاواستیا واقع شده‌است.